# Заттайнс
Заттайнс (нім. Satteins) —  містечко та громада округу Фельдкірх в землі Форарльберг, Австрія. Заттайнс лежить на висоті 495 м над рівнем моря і займає площу 12,71 км². Громада налічує 2590 мешканців. Густота населення 204/км².  
Округ Фельдкірх лежить на самому заході Австрії, на кордонах із Швейцарією та Ліхтенштейном. Це високорірний альпійський регіон. Населення округу, як і всього Форальбергу, розмовляє алеманським діалектом німецької мови, а тому ближче до швейцарців, ніж до населення більшої частини Австрії, яке розмовляє баварсько-австрійським діалектом. Округ, основною індустрією якого є туризм, має розвинуту мережу сполучення, численні гірськолижні траси й спортивні курорти з готелями та іншою інфраструктурою. 
|                                   |
| Заттайнс на мапі округу та землі. |

Адреса управління громади: Kirchstraße 15, 6822 Satteins. 

## Демографія
Історична динаміка населення міста за даними сайту Statistik Austria